# Trichosetodes atibhadrata
Trichosetodes atibhadrata är en nattsländeart som beskrevs av Schmid 1987. Trichosetodes atibhadrata ingår i släktet Trichosetodes och familjen långhornssländor. Inga underarter finns listade i Catalogue of Life.